# Césarin joue les étroits mousquetaires
Pour plus de détails, voir Fiche technique et Distribution.
Césarin joue les étroits mousquetaires est un film français réalisé par Émile Couzinet, sorti en 1962.

## Fiche technique
- Titre : Césarin joue les étroits mousquetaires
- Réalisation : Émile Couzinet
- Scénario et dialogues : Robert Eyquem (Émile Couzinet)
- Photographie : Jimmy Berliet
- Son : Séverin Frankiel
- Décors : René Renetteau
- Musique : Paulette Zevacco
- Montage : Émile Couzinet
- Société de production : Burgus Films
- Pays d'origine :  France
- Genre :  Comédie
- Durée : 87 minutes
- Date de sortie : 13 décembre 1962

## Distribution
- Pierre Repp : Césarin
- Jeanne Fusier-Gir : Mme Dupont
- André Gabriello : Canigou
- René Camoin : Anatole
- Pierre Dac : M. Dupont
- Alice Tissot
- Alain Baugé
- Maryse Plazer
- Marcel Roche
- Louisette Rousseau